# An Erotic Vampire in Paris
Pour plus de détails, voir Fiche technique et Distribution.
An Erotic Vampire in Paris est un vidéofilm américain écrit et réalisé par Donald Farmer, sorti en 2002.

## Synopsis
Caroline (Misty Mundae), une jeune fille américaine se rend à Paris pour se recueillir sur la tombe de sa mère. 
Triste, elle explore la ville en essayant de se remettre de cette perte.
Caroline fait la connaissance d'Isabelle (Mia Copia), une belle femme intrigante, mais quelque peu sinistre. Caroline et Isabelle deviennent rapidement amies. Mais Isabelle veut beaucoup plus qu'une simple amitié, elle est un vampire qui se nourrit du sang des vierges comme Caroline, et étant également lesbienne, elle est fortement attirée par la beauté et la fraicheur de Caroline.

## Fiche technique
- Titre : An Erotic Vampire in Paris
- Réalisateur : Donald Farmer
- Scénario : Donald Farmer
- Producteur : Merrill Aldighieri, Lucas Balbo et Donald Farmer
- Langue : Anglais
- Format : Couleurs
- Pays :  États-Unis
- Durée : 79 minutes (1 h 19)
- Date de sortie : 2002  États-Unis

## Distribution
- Misty Mundae : Caroline
- Mia Copia : Isabelle
- Fanny Terjeki : Fanny
- William Hellfire : le traqueur
- Christophe Bier : le mauvais garçon

## Lieux de tournage
Certaines scènes ont été tournées à Paris.